# Tournon-sur-Rhône
Tournon-sur-Rhône là một xã ở tỉnh Ardèche, vùng Auvergne-Rhône-Alpes ở đông nam nước Pháp.

## Thành phố kết nghĩa
- Fellbach, Đức
- Erba, Ý